# Mikrometastase
Von einer Mikrometastase spricht man, wenn ein Zellverband eine Größe von 0,2 bis 2 mm erreicht hat, was ein Kriterium für einen bösartigen Tumor durch das invasive Wachstumsverhalten darstellt. Das heißt, dass der Tumor mit seinem Wachstum Organgrenzen überschreitet. So werden dann auch Blut- und Lymphgefäße infiltriert. Auf diese Weise siedeln sich Tumorzellen ab, sie disseminieren. (Dissemination=Aussaat/Ausbreitung) Diese disseminierten Tumorzellen (DTZ) sind dann z. B. in einem Lymphknoten immunchemisch nachweisbar. Auf dem hämatogenen Weg finden sich DTZ im Knochenmark wieder, hier sind sie ebenfalls immunchemisch nachweisbar.

## Bedeutung der DTZ/Mikrometastasen
Nicht aus jeder disseminierten Tumorzelle entsteht eine Metastase. DTZ befinden sich in einem inaktiven Zustand, der  G0-Phase des Zellzyklus. Dennoch reifen einige zu Metastasen heran und beeinflussen damit deutlich die Prognose für das Überleben des Patienten. Weshalb aus einigen Zellen eine Metastase wird, aus anderen aber nicht, ist noch nicht geklärt. Das Vorhandensein von Mikrometastasen spricht für eine ungünstigere Prognose und beeinflusst deshalb das Therapiekonzept.